# Sonotrella major
Sonotrella major is een rechtvleugelig insect uit de familie krekels (Gryllidae). De wetenschappelijke naam van deze soort is voor het eerst geldig gepubliceerd in 1993 door Liu, Yin & Wang.